# Vasilică Sarcă
Vasilică Sarcă (n. 20 mai 1958, orașul Brăila) este un general român de informații, care îndeplinește în prezent funcția de adjunct al directorului Serviciului Informații Externe (din 2005).

## Biografie
Vasilică Sarcă s-a născut la data de 20 mai 1958, în orașul Brăila. A urmat cursurile Facultății de Transporturi din cadrul Institutului Politehnic București (1979–1984), un curs de informații externe (1987–1989), un curs postuniversitar de management la ASE București (2001) și Colegiul Național de Apărare (2005).
După absolvirea facultății, a lucrat ca cercetător la Institutul de cercetări și proiectări tehnologice în transporturi din București. În anul 1990, a fost încadrat ca locotenent-major în cadrul SIE, îndeplinind funcțiile de ofițer operativ informații (1990-1992). În anul 1992 este avansat la gradul de căpitan și trimis într-o misiune externă de lungă durată, fiind viceconsul la Consulatul României la Bratislava (1992-1993) și apoi secretar II la Ambasada României la Praga (1993-1997) . În aceată perioadă, a fost înaintat la gradul de maior (1996).
Revine în România în anul 1997, fiind numit ofițer operativ informații (șef birou) (1997-2000), apoi avansat locotenent-colonel (1999) și colonel (2001). Îndeplinește funcțiile de locțiitor de șef direcție în Secretariatul General (2000-2001), șef de direcție în Secretariatul General (2001-2004) și șeful Direcției generale de resurse umane (2004-2005). A fost înaintat în anul 2004 la gradul de general de brigadă.
La data de 18 noiembrie 2005, generalul de brigadă Vasilică Sarcă a fost numit în funcția de adjunct al directorului Serviciului Informații Externe. În anul 2006, a fost înaintat la gradul de general-maior (cu două stele).
Generalul Vasilică Sarcă vorbește limbile engleză, germană și cehă. 